# NGC 5452
NGC 5452 (другие обозначения — UGC 8867, MCG 13-10-14, ZWG 353.28, PGC 49426) — галактика в созвездии Малая Медведица.
Этот объект входит в число перечисленных в оригинальной редакции «Нового общего каталога».